# Alexandre Kotenkov
Alexandre Alexeïevitch Kotenkov (russe : Александр Алексеевич Котенков), né le 23 septembre 1952, dans le village de Bely (district de Leningradsky, kraï de Krasnodar) est un ancien représentant plénipotentiaire du président de la fédération de Russie, le conseil de la fédération, un ancien représentant plénipotentiaire du président de la fédération de Russie à la Douma d'État et ancien membre du Conseil fédéral du parti de l'unité et de l'entente russes (PRES).
Il a le grade civil de conseiller d'État effectif de la fédération de Russie de 1re classe.